# 達令河
達令河亦翻作大令河，是澳大利亞第三長河，發源於新南威爾士北部，上游有很多支流；干流向西南流，在温特沃思（Wentworth）注入墨累河。
水量季节变化很大，干季经常断流，雨季伯克（Bourke）以下可通航。
有一些地理专家將達令河與墨累河下游視為一條3000公里長的單一河流。